# Фиденца
Фиденца (итал. Fidenza) је важан град у северној Италији. То је значајан град округа Парма у оквиру италијанске покрајине Емилија-Ромања.

## Природне одлике
Град Фиденца налази се у крајње јужном делу Падске низије, на 130 км северозападно од Болоње. Град се налази у равничарском крају, северно од подножја Апенина, на приближно 75 m надморске висине. 

## Становништво
Према резултатима пописа становништва 2011. у општини је живело 25.521 становника.
| 1931.  | 1936.  | 1951.  | 1961.  | 1971.  | 1981.  | 1991.  | 2001.  | 2011.  |
| ------ | ------ | ------ | ------ | ------ | ------ | ------ | ------ | ------ |
| 17.184 | 17.352 | 17.788 | 20.379 | 23.805 | 23.901 | 23.192 | 23.424 | 25.521 |

Фиденца данас има преко 26.000 становника, махом Италијана. Током протеклих деценија у град се доселило много досељеника из иностранства.

## Партнерски градови
- Херенберг
- Sisteron

## Галерија
- Градска кућа Фиденце
- Капија старе Фиденце
- Градска катедрала
- Позориште у Фиденци